# Jean-Bernard Marlin
Pour les articles homonymes, voir Marlin.
Jean-Bernard Marlin est un scénariste et réalisateur de film français.

## Biographie
D'origine arménienne, Jean-Bernard Marlin grandit dans le 13e arrondissement de Marseille. 
Fils d'un routier, il est séparé de lui à l'âge de 8 ans. 
Il découvre le cinéma d'auteur à l'âge de 16 ans dans une MJC de quartier où il apprend l'existence d'écoles de Cinéma. 
Après une licence de Cinéma, Jean-Bernard Marlin intègre l'Ecole Nationale Supérieure Louis Lumière dont il sort diplômé en 2004. 
Il réalise un premier court métrage, La peau dure, en 2007, sélectionné et primé dans de nombreux festivals internationaux (meilleur court métrage au festival de San Francisco), ainsi qu'un documentaire, Quelque chose de féroce. 
S’ensuit La Fugue, Ours d’Or du court métrage à la Berlinale 2013 et nommé aux Césars 2014. 
En 2017, son premier long métrage, Shéhérazade, est primé sur scénario dans le cadre de l'Aide de la Fondation Gan pour le Cinéma.
Pour Shéhérazade, histoire d'amour entre deux marginaux, Jean-Bernard Marlin s'entoure de comédiens non professionnels pour son casting. Le film, sélectionné au festival de Cannes 2018, connaît un fort retentissement lors de sa sortie, et reçoit de nombreux prix, dont le Prix Jean Vigo, le Grand Prix du festival d’Angoulême, puis trois César en 2019, dont celui du meilleur premier film.

## Filmographie

### Réalisateur
- 2007 : La Peau dure (court métrage)
- 2012 : La Fugue (court métrage)
- 2018 : Shéhérazade
- 2023 : Salem

### Scénariste
- 2007 : La Peau dure (court métrage)
- 2012 : La Fugue (court métrage)
- 2017 : Trop de bruits qui courent (court métrage)
- 2018 : Shéhérazade
- 2023 : Salem

## Récompenses
- Berlinale 2013 : Ours d'or du court métrage au Festival du film de Berlin pour La Fugue[2]
- 2014 : Prix Télérama au Festival de Clermont-Ferrand pour La fugue
- 2018 : Prix Jean-Vigo du long-métrage pour Shéhérazade[3]
- 2018 : Meilleur Film, Valois Magelis et Valois de la Musique de Film lors du Festival du Film francophone d'Angoulême pour Shéhérazade[4]
- César 2019 : César du meilleur premier film pour Shéhérazade

### Nominations
- César 2014 : Nommé au César du meilleur court métrage pour La fugue
- 2018 : sélectionné pour la Semaine de la critique - Festival de Cannes pour Shéhérazade[5]